# كيفن فورست
كيفن فورست (بالإنجليزية: Kevin Forrest)‏ (3 نوفمبر 1984 في الولايات المتحدة - ) هو لاعب كرة قدم أمريكي في مركز الهجوم. لعب مع سياتل ساوندرز وPortland Timbers (2001–2010) ‏ وSeattle Sounders (1994–2008) ‏ وCrossfire Redmond ‏ وHibernian Saints ‏.

## وصلات خارجية
- كيفن فورست على موقع قاعدة بيانات كرة القدم.إي يو (الإنجليزية)